# Kunihiko Kodaira

Kunihiko Kodaira (6 de marzo de 1915 - 26 de julio de 1997) fue un matemático japonés, conocido por sus contribuciones en la geometría algebraica y en la teoría de la variedad compleja.
Sus primeros trabajos fueron sobre el análisis funcional. Durante la Segunda Guerra Mundial, trabajo en solitario en Tokio, preparando una tesis doctoral sobre la teoría de Hodge, que presentó en 1949.
Por sus trabajos recibió la Medalla Fields, otorgada por la Unión Matemática Internacional en 1954 y el Premio Wolf en 1984/85.
- Datos: Q333918
- Multimedia: Kunihiko Kodaira / Q333918